# دوري سانت لوسيا لكرة القدم 2011
دوري سانت لوسيا لكرة القدم 2011 هو موسم من دوري سانت لوسيا لكرة القدم. فاز فيه Vempers Sports Athletic Dramatic Club ‏.